# El molino de Dedham
El molino de Dedham (Dedham Mill) es un cuadro del pintor romántico británico John Constable, datado en 1820. Se trata de un óleo sobre tela que mide 53,7 centímetros de alto por 76,2 centímetros de ancho. Actualmente se conserva en el Victoria and Albert Museum de Londres, Reino Unido.
Constable pintó este molino, que perteneció a su padre, el molinero Golden Constable, en tres ocasiones, entre 1818 y 1820.Jhon trabajó allí durante su niñez.